# Bahnhof Bologna Centrale
Bologna Centrale ist der Hauptbahnhof von Bologna, der Hauptstadt der italienischen Region Emilia-Romagna. Der Bahnhof hat eine wichtige Knotenfunktion im italienischen Bahnnetz, da er dort zwischen den beiden größten italienischen Ballungsräumen Mailand und Rom liegt und verschiedene Strecken der Oberitalienischen Tiefebene und der Apenninhalbinsel, die teilweise zur Eisenbahnachse Berlin–Palermo gehören, miteinander verknüpft.
Im Konkreten liegt der Bahnhof – abgesehen von kleineren Regionalstrecken – am Drehpunkt zwischen den italienischen Hauptbahnen nach Nordwesten Richtung Mailand (Bahnstrecke Mailand–Bologna und Schnellfahrstrecke Mailand–Bologna), nach Süden Richtung Florenz (Bahnstrecke Bologna–Florenz und Schnellfahrstrecke Bologna–Florenz), nach Norden Richtung Verona (Bahnstrecke Verona–Bologna), nach Nordosten Richtung Padua (Bahnstrecke Padua–Bologna) und nach Südosten Richtung Ancona (Bahnstrecke Bologna–Ancona). 
Mit 20 Gleisen gehört er zu den größten Durchgangsbahnhöfen in Europa. Gemessen an der Personenfrequenz (ca. 58 Mio. Reisende pro Jahr) ist Bologna Centrale die fünftgrößte Bahnstation Italiens. Der Bahnhof, der Mittelpunkt des S-Bahn-ähnlichen Nahverkehrssystems Servizio ferroviario metropolitano di Bologna ist, weist ein Zugaufkommen von etwa 800 Zügen pro Tag auf.

## Geschichte
Der Bahnhof Bologna wurde 1864 errichtet. Darüber existieren allerdings nur wenige und unklare Informationen. Es ist aber bekannt, dass zehn Jahre später ein neuer Bahnhof auf demselben Grund gebaut wurde.
Das Gebäude, wie man es heute kennt, wurde vom Architekt Gaetano Ratti entworfen, der in der örtlichen Clementine Akademie ausgebildet wurde. Inspiriert vom neoklassizistischen Stil, eröffnet sich die charakteristische Fassade in neun Eingänge und wird überragt vom Uhrturm mit seinen Marmorsäulen. Die Halle erinnert an die Architektur der Florentiner Renaissance.

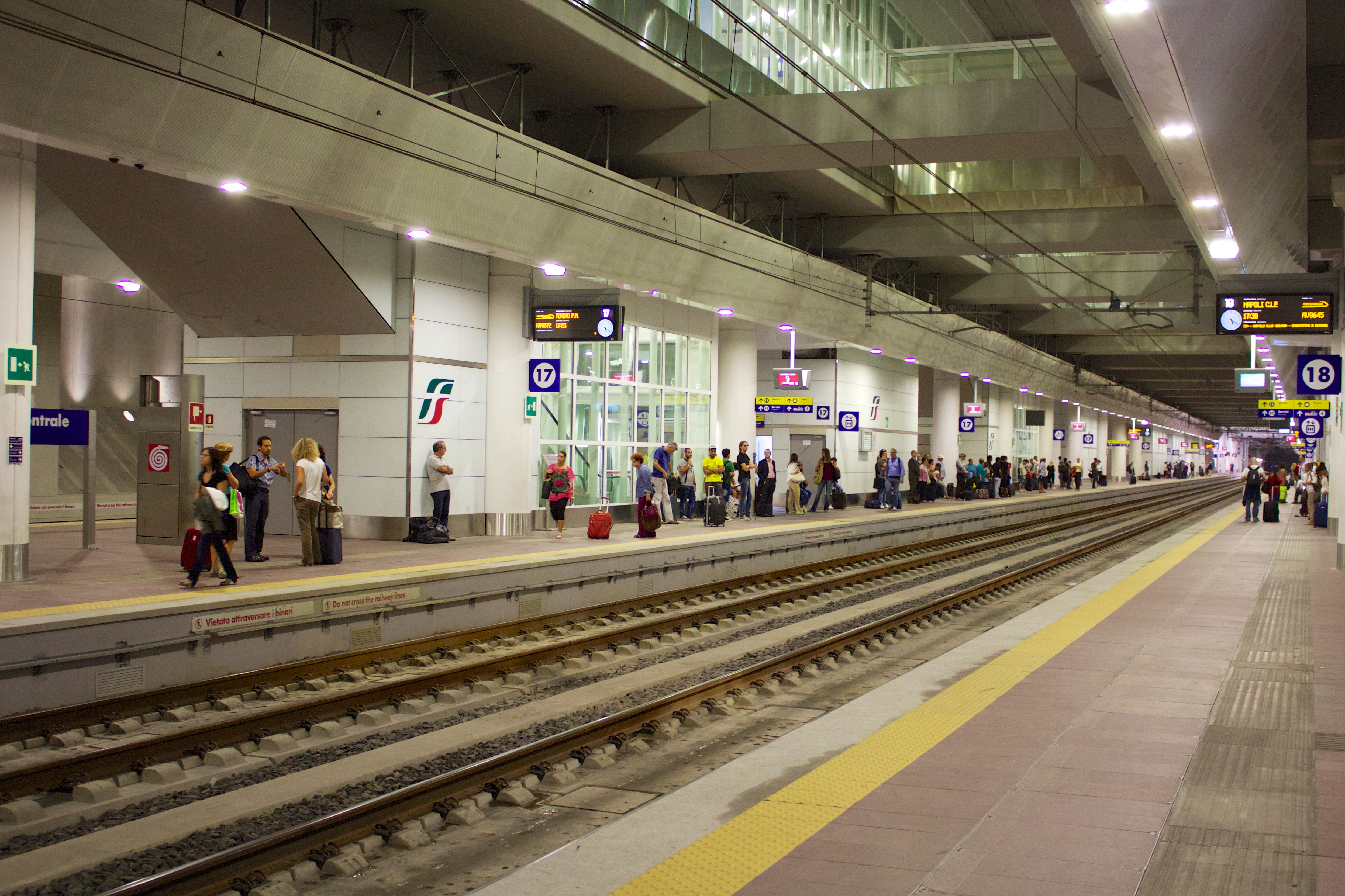
Bologna Centrale Tiefbahnhof 2013

Am 8. Juni 2013 wurde der ergänzende Tiefbahnhof für Hochgeschwindigkeitsverkehr nach einer Planung von Arata Isozaki in drei Ebenen eröffnet. Über dem Tiefbahnhof (−23 m) wurde eine Ebene mit Ladengalerien (−15 m) und eine Ebene mit Parkplätzen (−7 m) errichtet. 
Am 10. Dezember 2017 ging die 5,5 Kilometer lange Verbindungsstrecke vom Tiefbahnhof zur Strecke nach Padua in Betrieb. Mit den zusätzlichen gut fünfzig Zügen täglich aus Richtung Padua nutzen nun fast alle Fernzüge den Tiefbahnhof.

## Terroranschlag

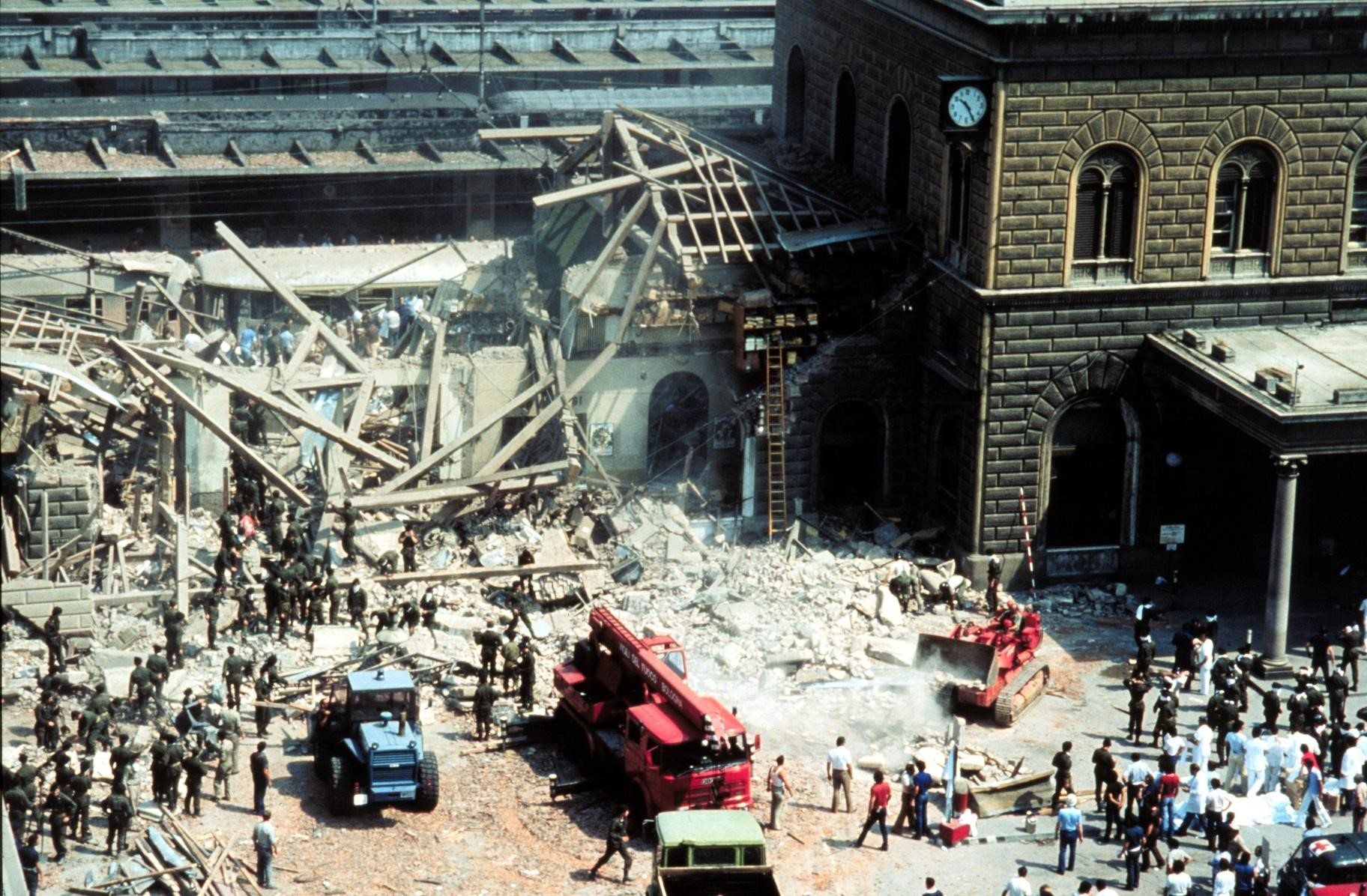
Anschlag von Bologna 1980

Am 2. August 1980, um 10:25 Uhr, detonierte im Bahnhofsgebäude eine USBV-Sprengladung, die aus einer 20 kg TNT-Mischung bestand. Die Ladung war von italienischen Neofaschisten in einem Koffer platziert, der neben der Wand in einem Warteraum stand. Durch die Explosion wurden 85 Menschen getötet und mehr als 200 verletzt.
Die im Bild an der linken Seite des Hauptgebäudes zu sehende Hauptuhr des Bahnhofes blieb zum genauen Zeitpunkt der Explosion stehen. Sie wurde schon wenige Monate später wieder in Betrieb gesetzt. Ein erneuter Defekt im Jahr 1995 wurde genutzt, um sie die nächsten Jahre zum Gedenken auf 10:25 Uhr zu stellen, der Uhrzeit des Anschlags. Nach einer erneuten Reparatur im Jahr 2001 wurde kurze Zeit später dem Wunsch zahlreicher Bürger und der Stadt Bologna entsprochen und die Uhr zum Gedenken endgültig auf den Zeitpunkt des Anschlags stillgelegt.